# Linia U8 metra w Berlinie
Linia U8 metra w Berlinie – linia metra w Berlinie. Ma długość 18,1 km i 24 stacje.
Linia przebiega przez następujące dzielnice: Wittenau, Reinickendorf, Gesundbrunnen, Mitte, Kreuzberg oraz Neukölln.
W 2009 podjęto decyzję o przedłużeniu linii o trzy stacje w stronę dzielnicy Märkisches Viertel.